# يامشيتا إيشيغيرو
يامشيتا إيشيغيرو (باليابانية: 石黒 智久) (27 أبريل 1981 في توياما في اليابان – )؛ هو لاعب كرة قدم ياباني سابق كان يلعب كمهاجم.

## وصلات خارجية
- يامشيتا إيشيغيرو على موقع رابطة كرة القدم اليابانية للمحترفين (اليابانية)
- يامشيتا إيشيغيرو على موقع Soccerway.com (الإنجليزية)